# Gmina Kobierzyce
Gmina Kobierzyce je polská vesnická gmina v okrese Vratislav v Dolnoslezském vojvodství. Sídlem gminy je ves Kobierzyce. V roce 2010 zde žilo 15 781 obyvatel.
Gmina má rozlohu 149,11 km² a zabírá 13,71% rozlohy okresu. Skládá se z 31 starostenství.

## Starostenství
Bąki, Bielany Wrocławskie, Biskupice Podgórne, Budziszów, Chrzanów-Magnice, Cieszyce, Dobkowice, Domasław, Damianowice, Jaszowice, Kobierzyce, Królikowice-Nowiny, Krzyżowice, Księginice, Kuklice, Małuszów, Owsianka, Pełczyce, Pustków Wilczkowski, Pustków Żurawski, Rolantowice, Solna, Ślęza, Szczepankowice, Tyniec Mały, Tyniec nad Ślęzą, Wysoka, Wierzbice, Żerniki Małe-Racławice Wielkie, Żurawice